# Dabarganahalli, Sidlaghatta
Dabarganahalli là một làng thuộc tehsil Sidlaghatta, huyện Kolar, bang Karnataka, Ấn Độ.